# Panel Definition Markup Language
Die Panel Definition Markup Language (PDML) ist eine von IBM entwickelte Auszeichnungssprache zur Beschreibung grafischer Benutzeroberflächen (GUI).
PDML wird häufig in Verbindung mit der Programmiersprache Java verwendet und ist genau wie diese plattformunabhängig. Wie in XML wird auch hier mit paarweise vorliegenden Tags gearbeitet (z. B. <LABEL>  </LABEL>). 

## Beispiel
```
<PDML version="2.0" source="JAVA" basescreensize="1024x768">
	<PANEL name="PANEL1">
		<TITLE>PANEL1</TITLE>
		<SIZE>300,174</SIZE>
		<BUTTON name="BUTTON1">
			<TITLE>PANEL1.BUTTON1</TITLE>
			<LOCATION>21,135</LOCATION>
			<SIZE>80,25</SIZE>
			<ACTION>COMMIT</ACTION>
			<HELPLINK>PANEL1.BUTTON1</HELPLINK>
		</BUTTON>
		<TEXTFIELD name="TEXTFIELD1">
			<TITLE>PANEL1.TEXTFIELD1</TITLE>
			<LOCATION>83,37</LOCATION>
			<SIZE>134,24</SIZE>
		</TEXTFIELD>
		<LABEL name="LABEL1">
			<TITLE>PANEL1.LABEL1</TITLE>
			<LOCATION>20,36</LOCATION>
			<SIZE>63,20</SIZE>
			<HELPLINK>PANEL1.LABEL1</HELPLINK>
		</LABEL>
	</PANEL>
</PDML>
```

Obwohl die manuelle Anfertigung möglich ist, sollte doch ein GUI-Erstellungsprogramm verwendet werden (der dafür vorgesehene GUI Builder wird mit der AS/400 Toolbox for Java ausgeliefert). Für den Zugriff auf PDML-Quellen in Java-Programmen stehen bestimmte von IBM bereitgestellte Benutzerschnittstellen zur Verfügung.